# Zombie, Crónicas del Miedo
Zombie: crónicas del miedo es una película inglesa que tuvo una mala recepción por parte de la crítica y fue dirigida, escrita y producida por Andrew Parkinson y protagonizada por Ellen Softley y Dean Sipling. Fue exhibida por primera vez en el Night Visions Film Festival el 5 de junio de 1999 en Finlandia y distribuida en Latinoamérica por Fangoria Video.

## Sinopsis
Relata la historia de David (Dean Sipling), un tipo feliz que vive con su novia Sarah (Ellen Softley), hasta que un ataque repentino hace que tenga que cambiar su vida por completo. El film nos muestra el proceso de deterioro de David, con un panorama solitario y lleno de desesperación, por una parte tiene que enfrentarse a la transformación y degeneración paulatina que está viviendo, y por la otra, lidiar con su parte consciente y aún humana, llena de deseos y pensamientos acerca de su pasado, pero siempre con su nueva parte predominante por delante, la de la urgencia de sobrevivir, teniendo que atacar para no morir.

## Curiosidades
Grabada con un presupuesto no mayor a 150 000 dólares. El film fue grabado íntegramente en 35 mm.
El reparto total fue de tan sólo 15 actores.

## Premios
Premio Commendation a Mejor Película Independiente (Festival de Cine Fantástico de Gran Bretaña)